# Bontang
Bontang ist eine Stadt in der Provinz Kalimantan Timur auf dem indonesischen Teil der Insel Borneo (Kalimantan). Sie ist mit über 190.000 Einwohnern nach den Städten Samarinda und Balikpapan die drittgrößte Stadt der Provinz Kalimantan Timur.

## Geographie
Die Stadt ist die kleinste Verwaltungseinheit der 2. Ebene (7 Kabupaten, 3 Kota) in der Provinz und beansprucht 0,13 Prozent deren Fläche.

### Lage
Bontang liegt zentral im Westen der Provinz Kalimantan Timur. Im Norden und Westen wird die Stadt vom Regierungsbezirk Kutai Timur und im Süden vom Regierungsbezirk Kutai Kartanegara begrenzt. Im Osten reicht die Stadt ans Meer, an die Straße von Makassar. Alle drei Distrikte haben Zugang zum Meer. Zur Stadt gehören 17 Inseln, der Archipel Kerindingan (Kepulauan Kerindingan) im Kelurahan Bontang Lestari (Kecamatan Bontang Selatan) ist der größte.
Die Stadt erstreckt sich zwischen 0° 01′ 17,21″ und 0° 12′ 21,93″ n. Br. sowie zwischen 117° 23′ 18,00″ und 117° 33′ 53,75″ ö. L.
Nur ca. 25 Kilometer Luftlinie südlich gibt es einen Strand an der Makassarstrasse mit dem bezeichnenden Namen "Pantai (Strand) Ekuator".

### Klima
|                        | Jan  | Feb  | Mär  | Apr  | Mai  | Jun  | Jul  | Aug  | Sep  | Okt  | Nov  | Dez  |   |      |
| Mittl. Temperatur (°C) | 26,2 | 26,3 | 26,4 | 26,5 | 26,7 | 26,5 | 26,4 | 26,5 | 26,7 | 26,7 | 26,4 | 26,3 | ⌀ | 26,5 |
| Mittl. Tagesmax. (°C)  | 24,3 | 24,5 | 24,4 | 24,6 | 24,8 | 24,7 | 24,6 | 24,8 | 24,8 | 24,8 | 24,4 | 24,4 | ⌀ | 24,6 |
| Mittl. Tagesmin. (°C)  | 24,3 | 24,5 | 24,4 | 24,6 | 24,8 | 24,7 | 24,6 | 24,8 | 24,8 | 24,8 | 24,4 | 24,4 | ⌀ | 24,6 |
|                        |      |      |      |      |      |      |      |      |      |      |      |      |   |      |
| Niederschlag (mm)      | 228  | 177  | 216  | 218  | 194  | 175  | 154  | 124  | 127  | 178  | 228  | 258  | Σ | 2277 |
|                        |      |      |      |      |      |      |      |      |      |      |      |      |   |      |
| Sonnenstunden (h/d)    | 8,5  | 8,8  | 8,7  | 8,5  | 8,5  | 8,5  | 8,7  | 8,8  | 8,9  | 8,7  | 8,4  | 8,5  | ⌀ | 8,6  |
|                        |      |      |      |      |      |      |      |      |      |      |      |      |   |      |
| Regentage (d)          | 19   | 16   | 19   | 19   | 20   | 19   | 17   | 15   | 15   | 19   | 20   | 21   | Σ | 219  |
|                        |      |      |      |      |      |      |      |      |      |      |      |      |   |      |
| Wassertemperatur (°C)  | 29,0 | 28,8 | 28,9 | 29,3 | 29,4 | 29,2 | 28,8 | 28,5 | 28,8 | 29,0 | 29,2 | 29,1 | ⌀ | 29   |
|                        |      |      |      |      |      |      |      |      |      |      |      |      |   |      |
| Luftfeuchtigkeit (%)   | 86   | 84   | 85   | 86   | 86   | 85   | 84   | 82   | 83   | 84   | 86   | 86   | ⌀ | 84,8 |

| 24,3 |

| 24,5 |

| 24,4 |

| 24,6 |

| 24,8 |

| 24,7 |

| 24,6 |

| 24,8 |

| 24,8 |

| 24,8 |

| 24,4 |

| 24,4 |

| 24,3 |

| 24,5 |

| 24,4 |

| 24,6 |

| 24,8 |

| 24,7 |

| 24,6 |

| 24,8 |

| 24,8 |

| 24,8 |

| 24,4 |

| 24,4 |

### Verwaltungsgliederung

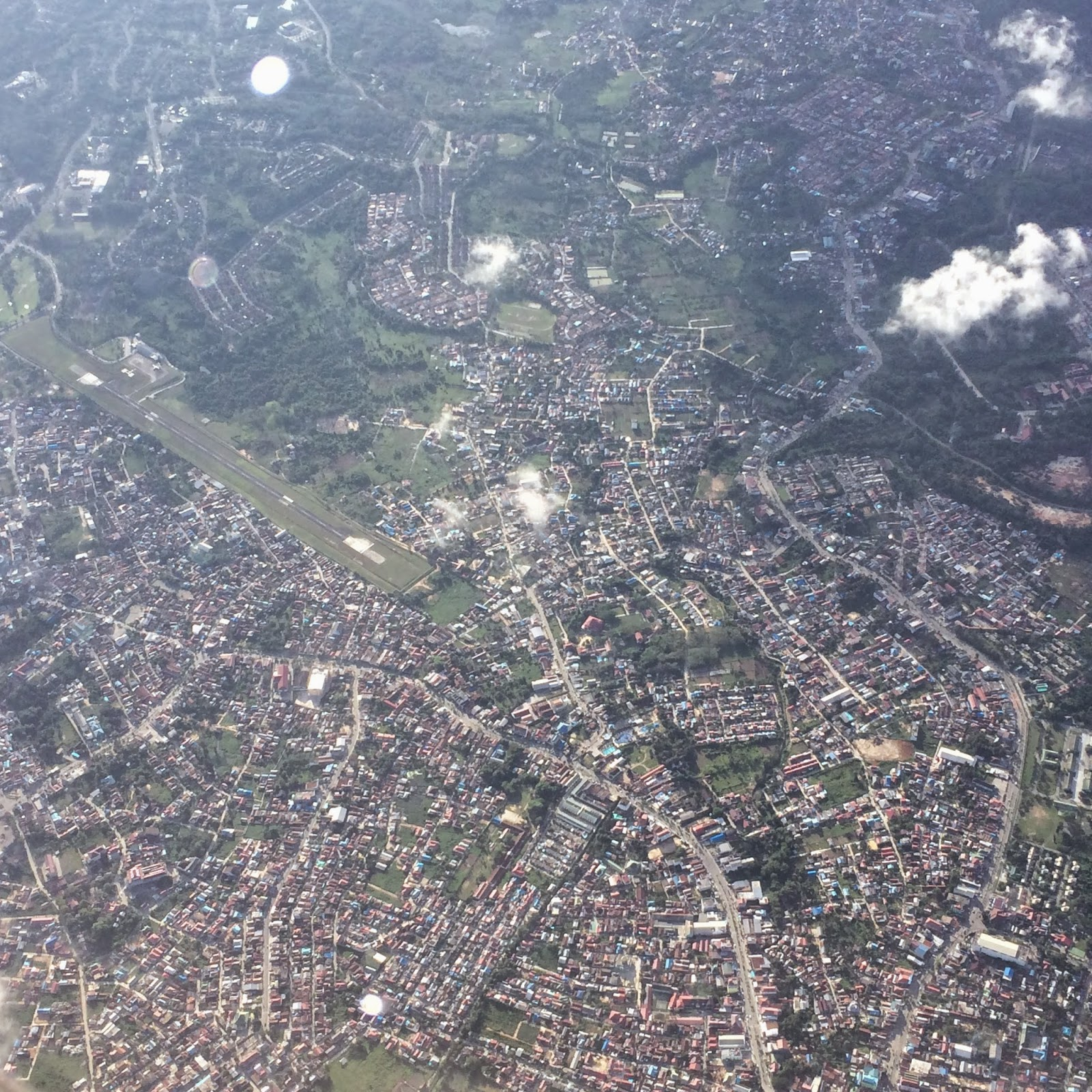
Luftansicht von 2014

Administrativ untergliedert sich Bontang seit 2002 in drei Distrikte (Kecamatan) mit 15 städtisch geprägten Dörfern (indonesisch Kelurahan). Sie bestehen aus 499 Nachbarschaftsorganisationen (RT, indonesisch Rukun Tetangga). Dusun (Weiler) gibt es keine.
| Code 1)  | Kecamatan Distrikt | Ibu Kota Verwaltungssitz | Fläche (km²) | Einw. Zensus 2010 2) | Volkszählung 2020 3) | Volkszählung 2020 3) | Volkszählung 2020 3) | Anzahl der Kelurahan | Anzahl der RT 6) |
| Code 1)  | Kecamatan Distrikt | Ibu Kota Verwaltungssitz | Fläche (km²) | Einw. Zensus 2010 2) | Einw. 3)             | 0Dichte 4)0          | Sex Ratio 5)         | Anzahl der Kelurahan | Anzahl der RT 6) |
| -------- | ------------------ | ------------------------ | ------------ | -------------------- | -------------------- | -------------------- | -------------------- | -------------------- | ---------------- |
| 64.74.01 | Bontang Utara      | Bontang Baru             | 33,03        | 61.394               | 82.121               | 2.486,3              | 108,11               | 6                    | 205              |
| 64.74.02 | Bontang Selatan00  | Tanjung Laut             | 110,91       | 57.442               | 67.142               | 605,4                | 108,42               | 3                    | 201              |
| 64.74.03 | Bontang Barat      | Kanaan                   | 17,94        | 24.847               | 29.654               | 1.653,0              | 107,30               | 6                    | 93               |
| 64.74    | Kota Bontang       | Kota Bontang             | 161,88       | 143.683              | 178.917              | 1.105,2              | 108,09               | 15                   | 499              |

## Geschichte
Zeitgleich mit den beiden Kabupaten Kutai Barat und Kutai Timur wurde die unabhängige Stadt (indonesisch Kota) Bontang aus dem Kabupaten Kutai (2002 umbenannt in Kuta Kartanegara) ausgegliedert. Bereits im Jahr 1989 war hier Bontang zur Verwaltungsstadt (Kota Administratif) erhoben worden.
Ursprünglich aus zwei Kecamatan bestehend, wurde 2002 der dritte, Barat, gebildet.

## Demografie
Der Kabupaten Kota Bontang belegt von den 10 Verwaltungseinheiten der 2. Ebene (Kabupaten u. Kota) Platz 8 mit 4,71 % der Bevölkerung – dies entspricht unter allen 9 Kota der Region dem letzten Platz. Mit der Einwohnerdichte von 1185,9 Einw. je km² liegt Bontang auf Rang 3 in der Provinz und auf Rang 5 in der Region.
| Jahr | Gesamt- Bevölkerung | Männer | %     | Frauen | %     | Sex Ratio 5) |
| 2000 | 99.617              | 53.641 | 53,85 | 45.976 | 46,15 | 116,67       |
| 2005 | 120.348             | 62.582 | 52,00 | 57.766 | 48,00 | 108,34       |
| 2010 | 143.683             | 75.421 | 52,49 | 68.262 | 47,51 | 110,49       |
| 2020 | 178.917             | 92.936 | 51,94 | 85.981 | 48,06 | 108,09       |
| 2021 | 185.393             | 96.113 | 51,84 | 89.280 | 48,16 | 107,65       |
| 2022 | 186.137             | 96.433 | 51,81 | 89.704 | 48,19 | 107,50       |
| 2023 | 189.968             | 98.222 | 51,70 | 91.746 | 48,30 | 107,06       |
| 2024 | 190.621             | 98.560 | 51,70 | 92.061 | 48,30 | 107,06       |

### Die Religionsverhältnisse zur Volkszählung 2020
| Mohammedaner             | Mohammedaner             | Protestanten | Protestanten | Katholiken | Katholiken | Hindu    | Hindu    | Buddhisten | Buddhisten |
| ------------------------ | ------------------------ | ------------ | ------------ | ---------- | ---------- | -------- | -------- | ---------- | ---------- |
| Anzahl                   | %                        | Anzahl       | %            | Anzahl     | %          | Anzahl   | %        | Anzahl     | %          |
| 66.757                   | 94,96                    | 2.901        | 4,13         | 529        | 0,75       | 57       | 0,08     | 53         | 0,08       |
| 78.579                   | 93,31                    | 4.128        | 4,90         | 1.197      | 1,42       | 228      | 0,27     | 77         | 0,09       |
| 20.442                   | 67,52                    | 8.262        | 27,29        | 1.529      | 5,05       | 42       | 0,14     | 2          | 0,01       |
| 165.778                  | 89,71                    | 15.291       | 8,28         | 3.255      | 1,76       | 327      | 0,18     | 132        | 0,07       |
| 128 Moscheen, 90 Mushola | 128 Moscheen, 90 Mushola | 53 Kirchen   | 53 Kirchen   | 5 Kirchen  | 5 Kirchen  | 1 Tempel | 1 Tempel |            |            |

### Soziale Daten 2020
| Merkmal                                                             | Kota Bontang | 0Prov. Kalimantan Timur0 |
| ------------------------------------------------------------------- | ------------ | ------------------------ |
| Bevölkerung unterhalb der Armutsgrenze (Tsd.)00                     | 07,91        | 243,99                   |
| Anteil der „armen Bevölkerung“ (indonesisch Penduduk miskin) (%)000 | 04,38        | 006,64                   |
| Arbeitslosenrate (%)                                                | 09,46        | 006,87                   |
| Lebenserwartung bei der Geburt (Jahre)                              | 74,28        | 074,33                   |
| HDI-Index                                                           | 80,02        | 076,24                   |
| Analphabetenrate (in %, 15+ J.)                                     | 00,90        | 001,03                   |
| Anteil der Altersgruppen                                            | 0Real0       | 00.Prozentual0           |
| Kinder (<15 J.)                                                     | 047.3730     | 026,48                   |
| arbeitsfähige Bevölkerung (15–64 J.)                                | 125.9630     | 070,40                   |
| Rentner und Pensionäre (>65 J.)                                     | 005.5810     | 003,12                   |

### Aktuelle Daten der Bevölkerungsfortschreibung
Nachfolgende Tabelle gibt den Einwohnerstand nach Geschlecht vom Jahresende 2021, 2022 und 2023 sowie zur Jahresmitte 2024 wieder. Er resultiert aus den Ergebnissen der Fortschreibung durch die örtlichen Zivilregistrierungsbüros (Disdukcapil, indonesisch Dinas Kependudukan dan Pencatatan Sipil). Zu Vergleichszwecken wurden in den Spalten 2 bis 5 Daten der Volkszählung von 2020 hinzugefügt. Der aktuelle Einwohnerstand kann jederzeit in einer interaktiven Karte abgerufen werden.

| Kecamatan         | Zensus 2020 | Zensus 2020 | Zensus 2020 | Zensus 2020  | 2021                        | 2022                        | 2023                        | Mitte 2024 15) | Mitte 2024 15) | Mitte 2024 15) | Mitte 2024 15) | Mitte 2024 15) | Mitte 2024 15) |
| Kecamatan         | gesamt      | männlich    | weiblich    | Sex Ratio 5) | Einwohner am Jahresende 13) | Einwohner am Jahresende 13) | Einwohner am Jahresende 13) | gesamt         | männlich       | weiblich       | Fläche 14)     | Dichte         | Sex Ratio 5)   |
| ----------------- | ----------- | ----------- | ----------- | ------------ | --------------------------- | --------------------------- | --------------------------- | -------------- | -------------- | -------------- | -------------- | -------------- | -------------- |
| Bontang Utara     | 82.121      | 42.660      | 39.461      | 108,11       | 84.956                      | 85.919                      | 87.692                      | 88.306         | 45.633         | 42.673         | 32,70          | 2.700,5        | 106,94         |
| Bontang Selatan00 | 67.142      | 34.927      | 32.215      | 108,42       | 70.210                      | 69.967                      | 71.040                      | 70.846         | 36.671         | 34.175         | 110,04         | 643,8          | 107,30         |
| Bontang Barat     | 29.654      | 15.349      | 14.305      | 107,30       | 30.227                      | 30.251                      | 31.236                      | 31.469         | 16.256         | 15.213         | 17,99          | 1.749,2        | 106,86         |
| Kota Bontang      | 178.917     | 92.936      | 85.981      | 108,09       | 185.393                     | 186.137                     | 189.968                     | 190.621        | 98.560         | 92.061         | 160,73         | 1.186,0        | 107,06         |

## Verzeichnis der Kelurahan
Nachstehende Liste gibt den Einwohnerstand zum Zensus 2000, zum Jahresende für drei ausgewählte Jahre sowie zur Jahresmitte 2024 für alle 15 Kelurahan in der Stadt Bontang wieder. Die aktuellen Flächenangaben wurden der Shape-Datei „Batas Wilayah Desa 2024“ entnommen, da die Angaben bei den Quellen nicht verfügbar bzw. unglaubwürdig waren. Neben den Einwohnerzahlen sind auch deren Zugehörigkeiten zu den 3 Kecamatan aufgeführt, ebenso die errechneten Ergebnisse des Geschlechterverhältnisses (Sex Ratio).

Als erste Spalte ist der Strukturcode des indonesischen Innenministeriums angegeben. Er gibt gleichfalls Aufschluss über die Zugehörigkeit der Dörfer zu den übergeordneten Verwaltungsebenen: Die ersten drei Zahlenpärchen werden durch Punkte getrennt und geben die Provinz, den Regierungsbezirk (Kabupaten) und den Distrikt (Kecamatan) an. Als letztes folgt nach einem weiteren Trennungspunkt der vierstellige „Dorfcode“ – wobei städtisch geprägte Kelurahan immer mit 1 und „normale“ (ländliche) Desa mit einer 2 beginnen. Die Statistikseiten von BPS (Badan Pusat Statistik) verwenden eine andere Nomenklatur, auf die hier nicht näher eingegangen werden soll, da sie nur bei den Volkszählungen Anwendung findet.
Wie bei vorstehender Tabelle entstammen alle Daten der Fortschreibung ab dem Jahr 2021 durch die örtlichen Zivilregistrierungsbüros (Disdukcapil).
| Gebietskode   | Kelurahan            | Kecamatan         | Zensus 2000 | Bevölkerung am Jahresende | Bevölkerung am Jahresende | Bevölkerung am Jahresende | Bevölkerung zur Jahresmitte 2024 | Bevölkerung zur Jahresmitte 2024 | Bevölkerung zur Jahresmitte 2024 | Bevölkerung zur Jahresmitte 2024 | Bevölkerung zur Jahresmitte 2024 | Bevölkerung zur Jahresmitte 2024 |
| Gebietskode   | Kelurahan            | Kecamatan         | Zensus 2000 | 2021                      | 2022                      | 2023                      | gesamt                           | männlich                         | weiblich                         | Fläche km²                       | Dichte (Einw./km²)               | Sex Ratio (M*100 / F)            |
| ------------- | -------------------- | ----------------- | ----------- | ------------------------- | ------------------------- | ------------------------- | -------------------------------- | -------------------------------- | -------------------------------- | -------------------------------- | -------------------------------- | -------------------------------- |
| 64.74.01.1001 | Bontang Kuala        | Bontang Utara     | 6.860       | 6.910                     | 7.164                     | 7.458                     | 7.636                            | 3.927                            | 3.709                            | 8,78                             | 869,5                            | 105,88                           |
| 64.74.01.1002 | Bontang Baru         | Bontang Utara     | 12.647      | 12.263                    | 12.332                    | 12.719                    | 12.800                           | 6.508                            | 6.292                            | 2,14                             | 5.984,3                          | 103,43                           |
| 64.74.01.1003 | Lok Tuan             | Bontang Utara     | 21.834      | 23.382                    | 23.652                    | 24.075                    | 24.131                           | 12.603                           | 11.528                           | 3,24                             | 7.436,7                          | 109,33                           |
| 64.74.01.1004 | Guntung              | Bontang Utara     | 7.989       | 9.684                     | 9.833                     | 9.967                     | 10.034                           | 5.192                            | 4.842                            | 11,46                            | 875,9                            | 107,23                           |
| 64.74.01.1005 | Gunung Elai          | Bontang Utara     | 15.334      | 15.368                    | 15.386                    | 15.481                    | 15.655                           | 8.129                            | 7.526                            | 4,92                             | 3.178,7                          | 108,01                           |
| 64.74.01.1006 | Api-Api              | Bontang Utara     | 17.457      | 17.349                    | 17.552                    | 17.992                    | 18.050                           | 9.274                            | 8.776                            | 2,15                             | 8.377,6                          | 105,68                           |
| 64.74.02.1001 | Tanjung Laut         | Bontang Selatan00 | 15.888      | 16.820                    | 16.719                    | 16.900                    | 16.865                           | 8.680                            | 8.185                            | 1,41                             | 11.919,5                         | 106,05                           |
| 64.74.02.1002 | Berbas Tengah        | Bontang Selatan00 | 13.915      | 14.689                    | 14.491                    | 14.607                    | 14.447                           | 7.391                            | 7.056                            | 0,83                             | 17.375,6                         | 104,75                           |
| 64.74.02.1003 | Berbas Pantai        | Bontang Selatan00 | 9.156       | 9.790                     | 9.740                     | 9.863                     | 9.781                            | 5.077                            | 4.704                            | 0,42                             | 23.504,6                         | 107,93                           |
| 64.74.02.1004 | Satimpo              | Bontang Selatan00 | 7.110       | 7.090                     | 6.930                     | 6.869                     | 6.863                            | 3.529                            | 3.334                            | 16,33                            | 420,4                            | 105,85                           |
| 64.74.02.1005 | Bontang Lestari      | Bontang Selatan00 | 6.407       | 6.802                     | 6.980                     | 7.338                     | 7.385                            | 3.973                            | 3.412                            | 88,79                            | 83,2                             | 116,44                           |
| 64.74.02.1006 | Tanjung Laut Indah00 | Bontang Selatan00 | 14.666      | 15.019                    | 15.107                    | 15.463                    | 15.505                           | 8.021                            | 7.484                            | 2,26                             | 6.851,9                          | 107,18                           |
| 64.74.03.1001 | Belimbing            | Bontang Barat     | 11.693      | 11.506                    | 11.442                    | 11.719                    | 11.700                           | 5.999                            | 5.701                            | 10,27                            | 1.138,8                          | 105,23                           |
| 64.74.03.1002 | Gunung Telihan       | Bontang Barat     | 13.257      | 13.931                    | 13.984                    | 14.440                    | 14.580                           | 7.560                            | 7.020                            | 2,2                              | 6.623,7                          | 107,69                           |
| 64.74.03.1003 | Kanaan               | Bontang Barat     | 4.704       | 4.790                     | 4.825                     | 5.077                     | 5.189                            | 2.697                            | 2.492                            | 5,52                             | 940,6                            | 108,23                           |

## Sport
Bontang ist die Heimat des Fußballclubs Bontang FC, der bis 2013 erstklassig spielte und aufgrund von Spielmanipulation aus der ersten Liga verbannt worden war.

## Persönlichkeiten
- Praveen Jordan (* 1993), indonesischer Badmintonspieler.
- Tom Mastny (* 1981), amerikanischer Baseballspieler